# 徐貫
徐貫（1429年—1502年），字原一，浙江嚴州府淳安縣人，明朝政治人物。官至工部尚書。

## 生平
景泰四年（1453年）癸酉科浙江鄉試第十四名舉人，天順元年（1457年）丁丑科三甲五十二名進士。授兵部主事。因委查军伍有功，升兵部郎中，寻擢福建右参政。奉敕巡视海道，分守延平府、邵武府等，賑災拯恤灾民。擢迨福建右布政使，擢山东左布政使，又升都察院右副都御史，巡抚辽东，弹劾参将佟昱。因政绩卓著而升工部左侍郎，治理江苏松江一带水患、疏浚苏杭运河。晋工部尚书，累加太子少保，以疾恳疏乞归，敕加太子太傅。弘治十五年（1502年）十一月，卒，諡康懿，賜祭葬如例。

## 家族
曾祖參仲，祖宗顯，父震，母錢氏。具慶下。
娶方氏。